# Guerra Federal
La Guerra Federal (también conocida como Guerra Larga , o Guerra de los Cinco Años) fue el enfrentamiento militar entre tendencias conservadoras y liberales en la Venezuela del siglo XIX. Está considerado el enfrentamiento bélico más largo y más costoso para Venezuela tras su independencia. Durante la guerra, los liberales eran conocidos con el nombre de federalistas ya que el federalismo y la autonomía de las provincias eran sus reivindicaciones principales. La guerra federal no se extendió por todo el país. Los combates se desarrollaron principalmente en los Llanos venezolanos y secundariamente en los actuales estados Lara, Falcón, Carabobo y en algunas regiones del oriente.

## Antecedentes
La guerra fue desencadenada por la desintegración del orden estatal después de la caída del presidente José Tadeo Monagas durante la Revolución de Marzo de 1858, durante la cual la cooperación de los conservadores y liberales solo superó brevemente su disgusto mutuo. Una conspiración antigubernamental liberal descubierta en agosto de 1858, a veces denominada La Galipanada por el pueblo de Galipán, fue ampliamente interpretada como un indicador de que los caudillos rivales habían comenzado a forjar coaliciones para la confrontación militar anticipada.

## Desarrollo

### 1859
La Toma de Coro el 20 de febrero de 1859 fue el hecho que dio inicio a la Guerra Federal. El comandante Tirso Salaverría ocuparía el cuartel de Coro en un ataque por sorpresa apoderándose de unos 900 fusiles Minié, dando la señal para el levantamiento federalista. Al día siguiente lanzaría el s:Manifiesto Inicial de la Federación Grito de la Federación. Luego en marzo desembarcaría en Coro Ezequiel Zamora junto a varios líderes federales que habían sido exiliados a las Antillas. Posteriormente se dio la Batalla de El Palito en la cual los federalistas ganaron 250 prisioneros, mucho material de guerra y suministros varios. Juan Crisóstomo Falcón desembarcó en Palma Sola, donde le dirigió una proclama al país el 24 de julio de 1859.

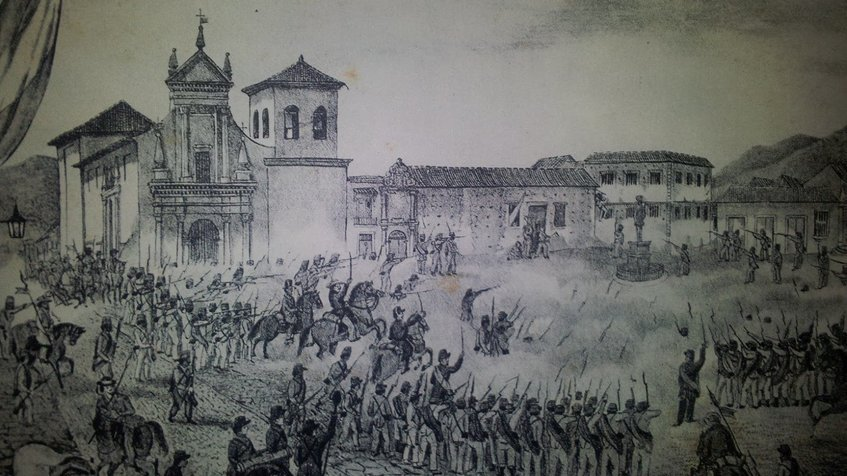
La Sampablera.

El gobierno central entraría en inestabilidad luego de que el presidente Julián Castro Contreras fuera depuesto por los conservadores liderado por Manuel Vicente de las Casas. Pedro Gual asume interinamente el poder para posteriormente dejarlo en manos del presidente electo Manuel Felipe de Tovar.

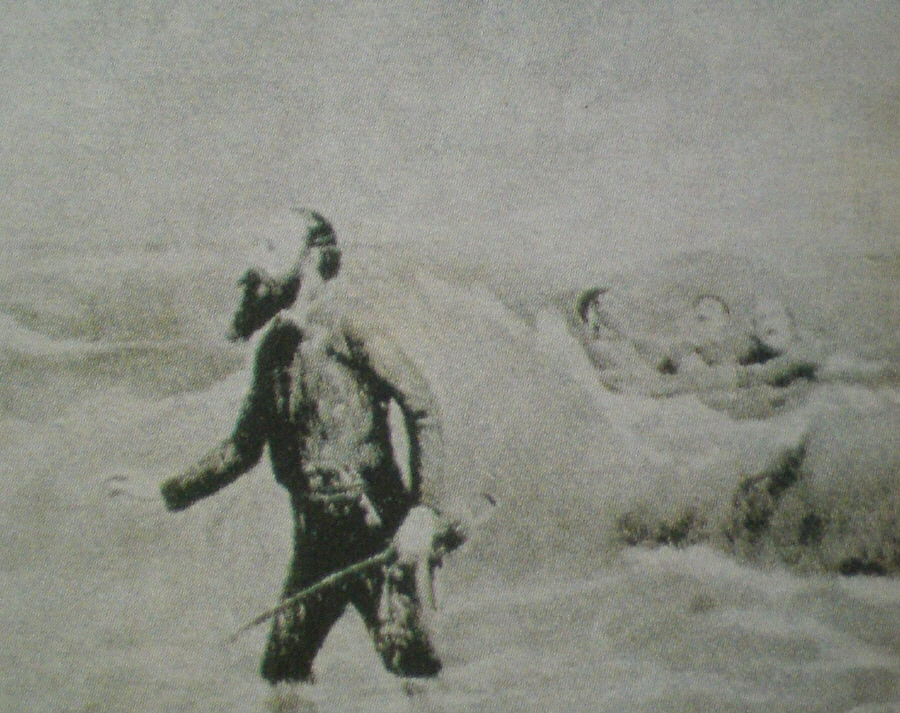
Desembarco de Juan Crisóstomo Falcón y Antonio Guzmán Blanco en Palma Sola.

El primer enfrentamiento de importancia en la guerra fue la batalla de Santa Inés, el 10 de diciembre de 1859, saldándose con una victoria de los federales capitaneados por Ezequiel Zamora. Esta victoria permitió a Zamora asentar el dominio federal en los llanos venezolanos y preparar el avance de los liberales hacia el centro del país.

### 1860

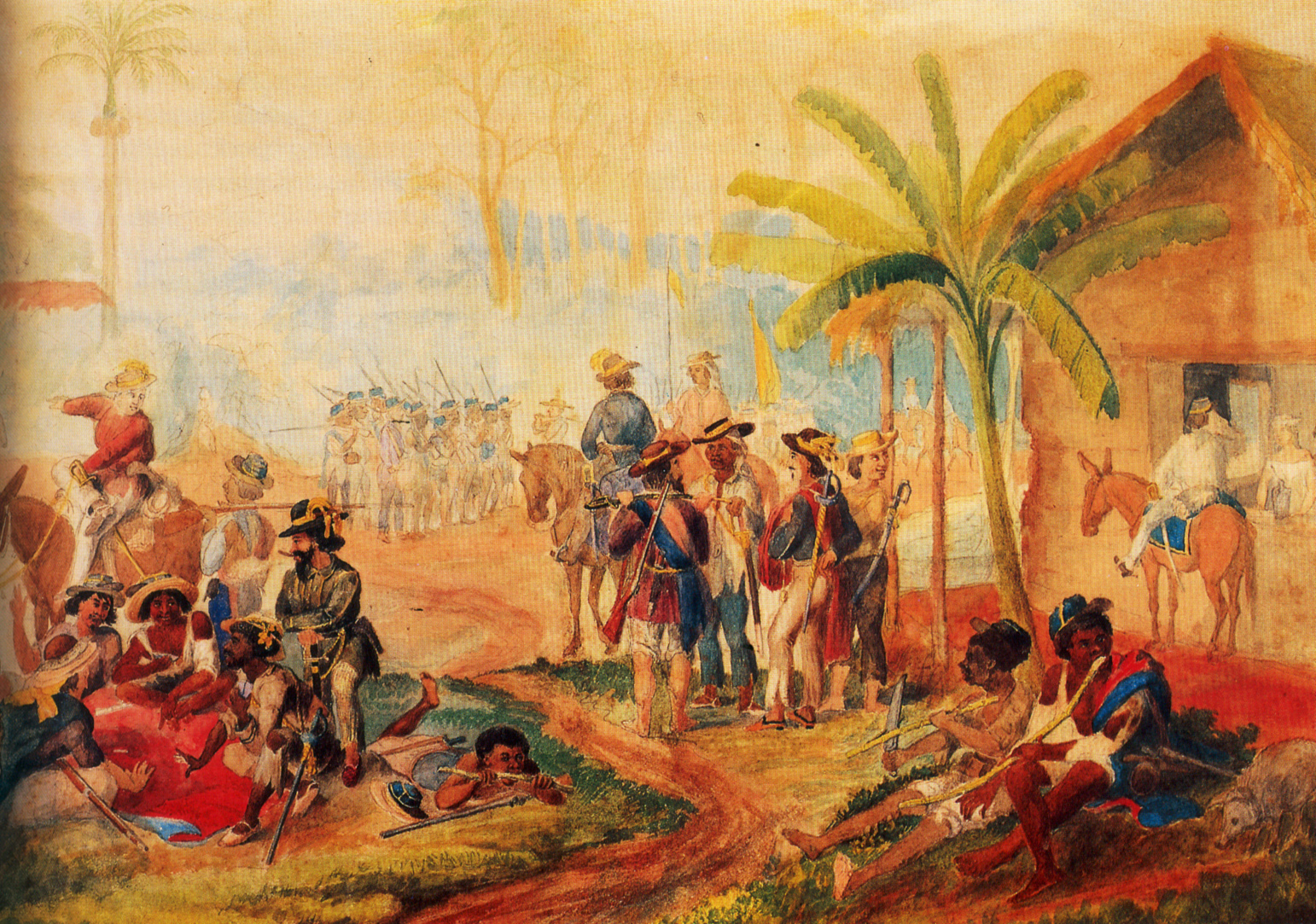
Soldados federalistas en 1860.

En el marco de esta ofensiva liberal, las tropas de Ezequiel Zamora asediaron San Carlos en enero de 1860. El asedio se prolongó durante una semana, suponiendo la muerte del propio Zamora el 10 de enero y un elevado costo militar para los federales por lo que tuvieron que romper el sitio. La muerte del caudillo federal no se hizo público de inmediato para evitar la desmoralización total del Ejército Federal de Occidente, tardando una semana en hacerse pública la noticia. Tras la muerte de Zamora, Juan Crisóstomo Falcón asumió el mando de las fuerzas insurgentes y comenzó el avance hacia la ciudad de Valencia con la intención de tomarla.
Sin embargo las tropas rebeldes estaban muy debilitadas tras el asedio de San Carlos a la vez que los conservadores comenzaban a recibir refuerzos, por lo que Falcón tuvo que evitar en varias ocasiones el combate con las tropas gubernamentales y desviarse hacia el estado Apure a esperar refuerzos de un contingente al mando del general Juan Antonio Sotillo.
Finalmente, el 17 de febrero de 1860 se produjo un enfrentamiento conocido como batalla de Coplé, resultando una victoria conservadora que el general gubernamental León de Febres Cordero no supo aprovechar. Los federales pudieron retirarse en buen orden pero con grandes daños. Tras esta derrota Falcón dividió a su ejército para ejecutar una guerra de guerrillas en las distintas partes del país mientras él marchaba primero a Colombia y luego a otros países del Caribe para conseguir apoyos y refuerzos. Sin embargo estas partidas guerrilleras no fueron efectivas y se encontraron en muchas ocasiones a merced de las persecuciones del ejército conservador en acción permanente contra los federalistas venezolanos de la Provincia de Portuguesa.

### 1861-1862

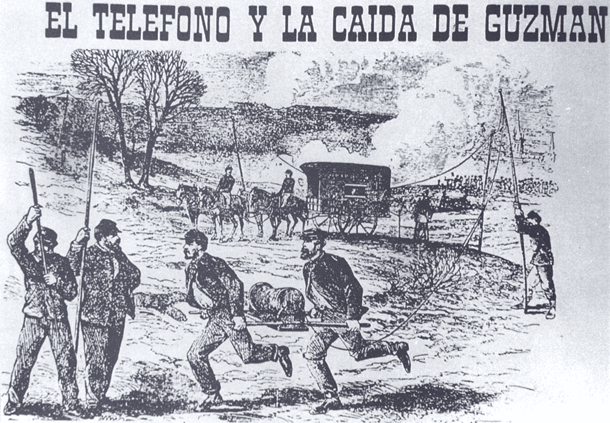
Destrucción de las líneas del telégrafo durante la Guerra Federal.

En junio de 1861 los federales son derrotados en la Batalla de Los Colorados. Pese a todo, en poco tiempo el ejército federal comienza a aumentar y a fortalecerse gracias a los refuerzos y pertrechos conseguidos por Juan Crisóstomo Falcón. Este vuelve a ingresar en Venezuela el 8 de julio de 1861 desplegando una intensa actividad militar.
El 22 de noviembre de 1861, un grupo de representantes de la oligarquía de Caracas entre los que destacan Pedro Gual y Manuel Felipe de Tovar, constituyen una comisión con el objeto de solicitar la intervención de Reino Unido para que pusiera orden entre el país alzado a cambio de entregarle la Guayana Esequiba a lo cual se opuso con firmeza el general José Antonio Páez quien ese mismo año es nombrado dictador del país.
Los federales consolidaron sus posiciones, permitiendo que sus unidades hicieran cada vez más avances contra las fuerzas gubernamentales. Las primeras negociaciones de paz tuvieron lugar en diciembre de 1861, pero no tuvieron éxito.
Juan Crisóstomo Falcón nombró a Rafael Guillermo Urdaneta Vargas jefe de las fuerzas liberales del centro, este atacó con una fuerza de 400 hombres el pueblo de barbacoas el 10 de marzo de 1862 para apoderarse de su parque de artillería, logran su objetivo pero son cercados por las fuerzas gubernamentales, por lo que emprenden una accidentada retirada en la que el general Urdaneta es asesinado, sin embargo los sobrevivientes logran conservar parte del parque capturado. Durante 1862 los federalistas obtuvieron varias victorias en Pureche, El Corubo, Mapararí y en la Batalla de Buchivacoa. En diciembre se sostendrán unas infructuosas negociaciones de paz.

## Estancamiento y final

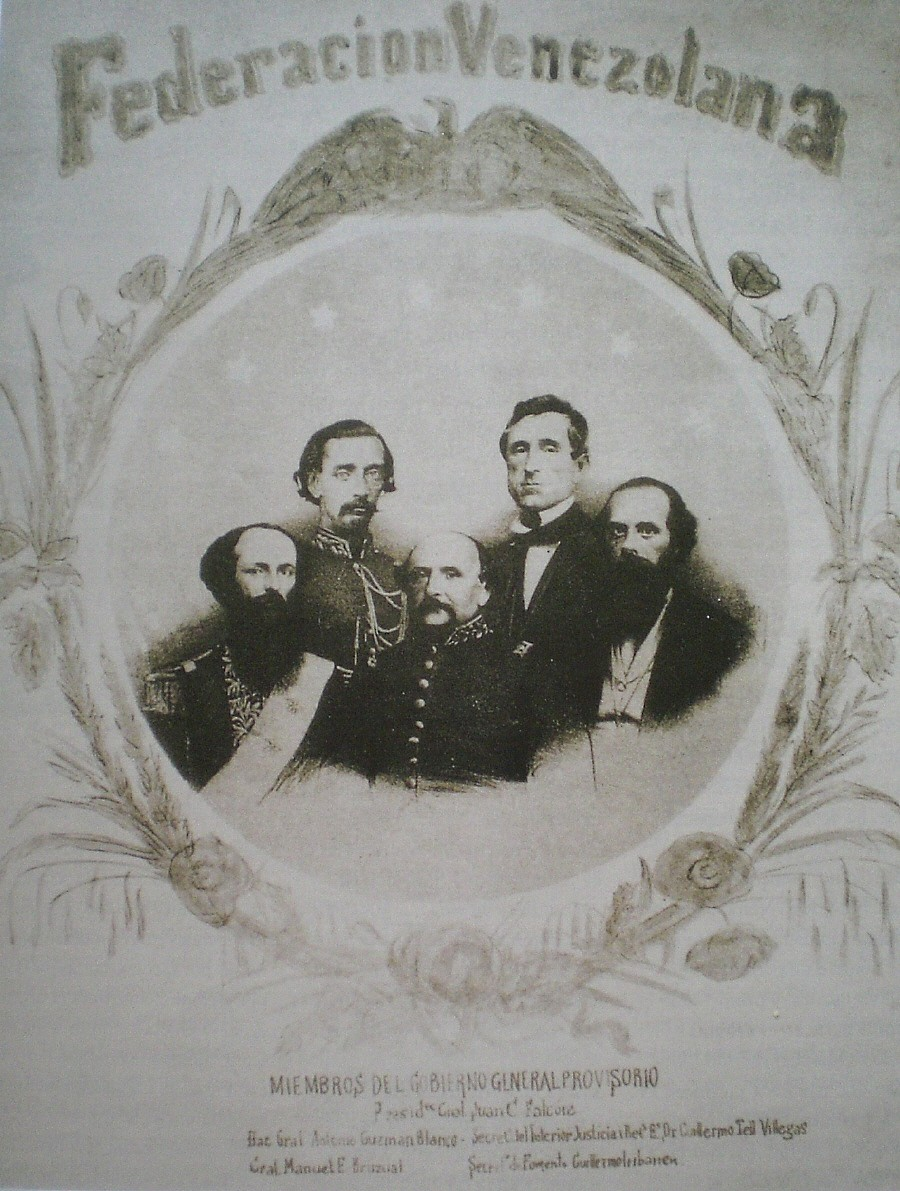
Carteles tras la victoria de los federalistas. En el medio: Juan Crisóstomo Falcón. Izquierda: Antonio Guzmán Blanco. Derecha: Guillermo Tell Villegas. Reverso: Manuel Ezequiel Bruzual, Guillermo Iribarren.

Mientras tanto, las tropas gubernamentales se vieron debilitadas por la larga guerra de guerrillas y la deserción de miles de soldados. Finalmente el desgaste civil y económico aunado a los avances finales de los federalistas que rodearon Coro en abril de 1863 y la Batalla de los Altos Mirandinos, obligaron a buscar una solución negociada, cuya consagración fue el Tratado de Coche en abril de 1863 entre el presidente José Antonio Páez y el general Falcón en nombre de los federalistas, que sellaron la victoria de los liberales. El 24 de diciembre de 1863, el Parlamento eligió presidente a Juan Crisóstomo Falcón.

## Consecuencias
Ha sido la más costosa en pérdida de vidas humanas y más larga guerra civil en la historia de Venezuela. Murieron aproximadamente 300 000 personas en combates, de hambre o de enfermedades causadas por la guerra, en una época en la que el país tenía aproximadamente 1,5 millones de habitantes, además apenas tenía unos 40 años siendo independiente de España. Las exportaciones se mermaron y el incremento de la deuda externa llegó a casi 159 millones de pesos.
Para los campesinos que formaban el grueso de las tropas insurgentes, casi nada cambió. Porque después de la muerte de Ezequiel Zamora, una coalición de terratenientes, burgueses urbanos y caudillos se hizo cargo del levantamiento. Zamora quería abolir la pena de muerte y garantizar el sufragio universal. Bajo Falcón, los liberales sacrificaron a sus propios intereses por los fines que habían estado luchando los campesinos. José Loreto Arismendi dijo una vez que durante cinco años lucharon para reemplazar ladrones por ladrones, tiranos por tiranos.